# Lăng von Magnis tại Ołdrzychowice Kłodzkie

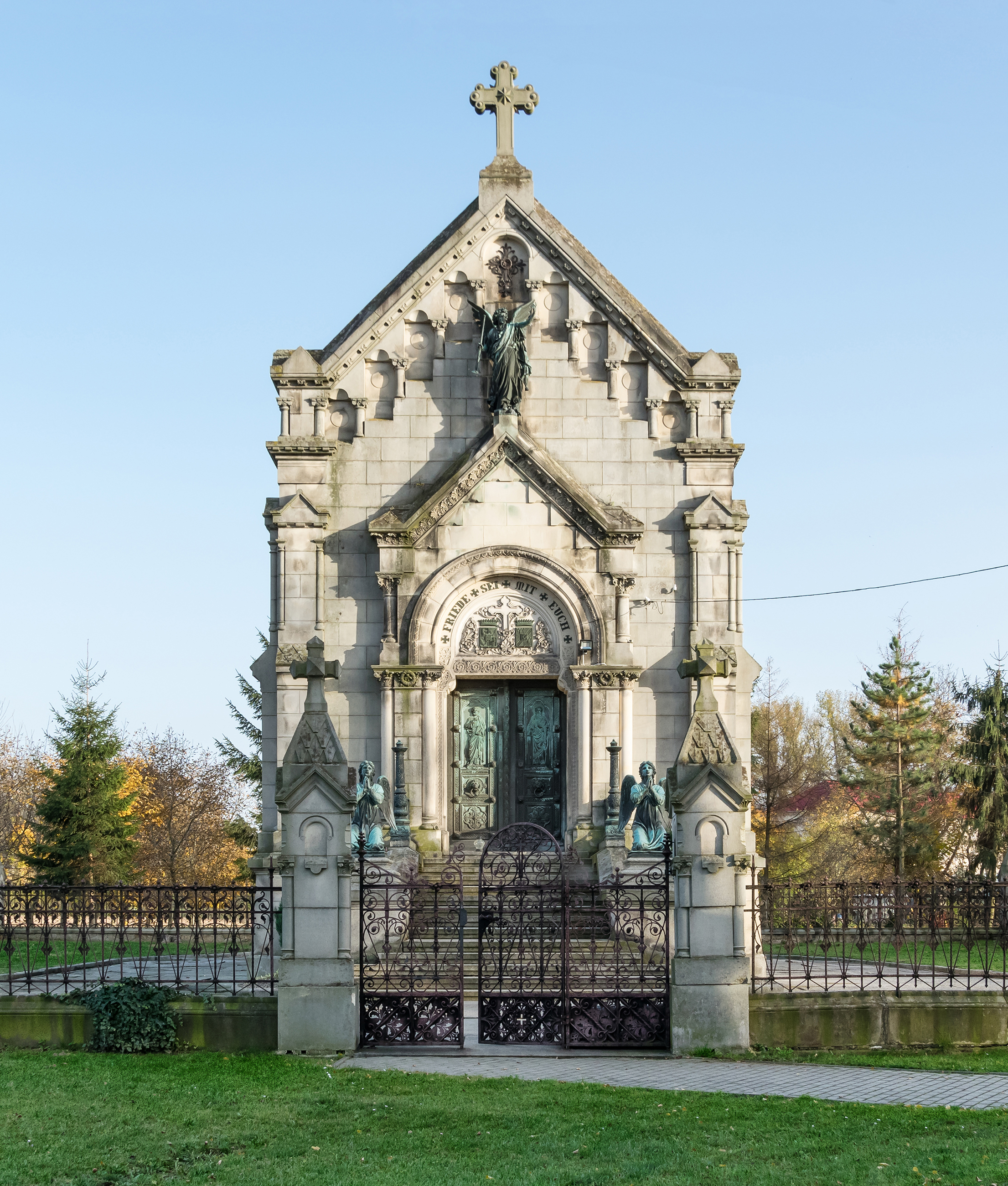
Lăng von Magnis tại Ołdrzychowice Kłodzkie

Lăng von Magnis tại Ołdrzychowice Kłodzkie (tiếng Ba Lan: Mauzoleum von Magnisów w Ołdrzychowicach Kłodzkich) là một lăng mộ gia đình quý tộc Đức von Magnis. Lăng được xây dựng vào năm 1889 theo phong cách tân - La Mã, tọa lạc tại Ołdrzychowice Kłodzkie.

## Vị trí
Lăng nằm ở vùng trung tâm Ołdrzychowice Kłodzkie, liền kề nhà thờ Thánh Gioan Baotixita,  Lăng được ngăn cách với nghĩa trang nhà thờ bằng hàng rào thép .

## Lịch sử
Lăng được dựng lên năm 1889 theo yêu cầu của Bá tước Anton Franz von Magnis .Đây là nơi yên nghỉ của tất cả các thành viên thuộc gia đình quý tộc này. Việc xây dựng lăng mất chưa đầy một năm.  Sau khi Thế chiến II kết thúc , tòa nhà được giáo xứ Công giáo tiếp quản cho đến năm 1990..

## Kiến trúc
Lăng được xây theo kiến trúc tân cổ điển.  Cổng của lăng được rèn cực kỳ chắc chắn và nặng nề, làm tăng ấn tượng về sự to lớn và uy nghi của lăng.  Nội thất của tòa nhà được trang trí theo phong cách đế quốc Đông La Mã. Ở trung tâm có tám quách đá khổng lồ. Trước lối vào, có một bàn thờ có kiến trúc theo kiểu chủ nghĩa chiết trung  với một bức tượng Đức Mẹ và Hài đồng bằng đá hoa Carrara.

## Một số hình ảnh của lăng

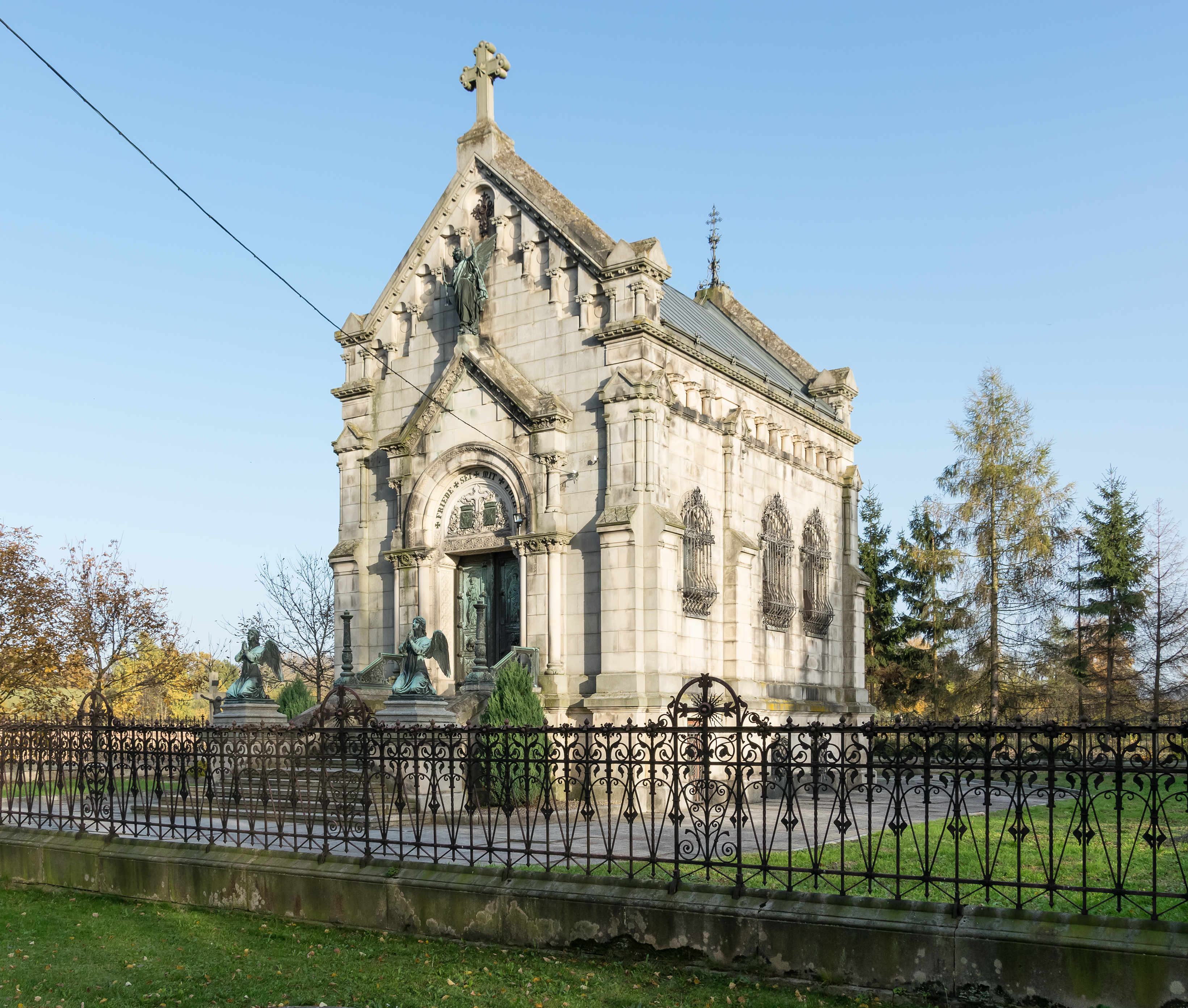
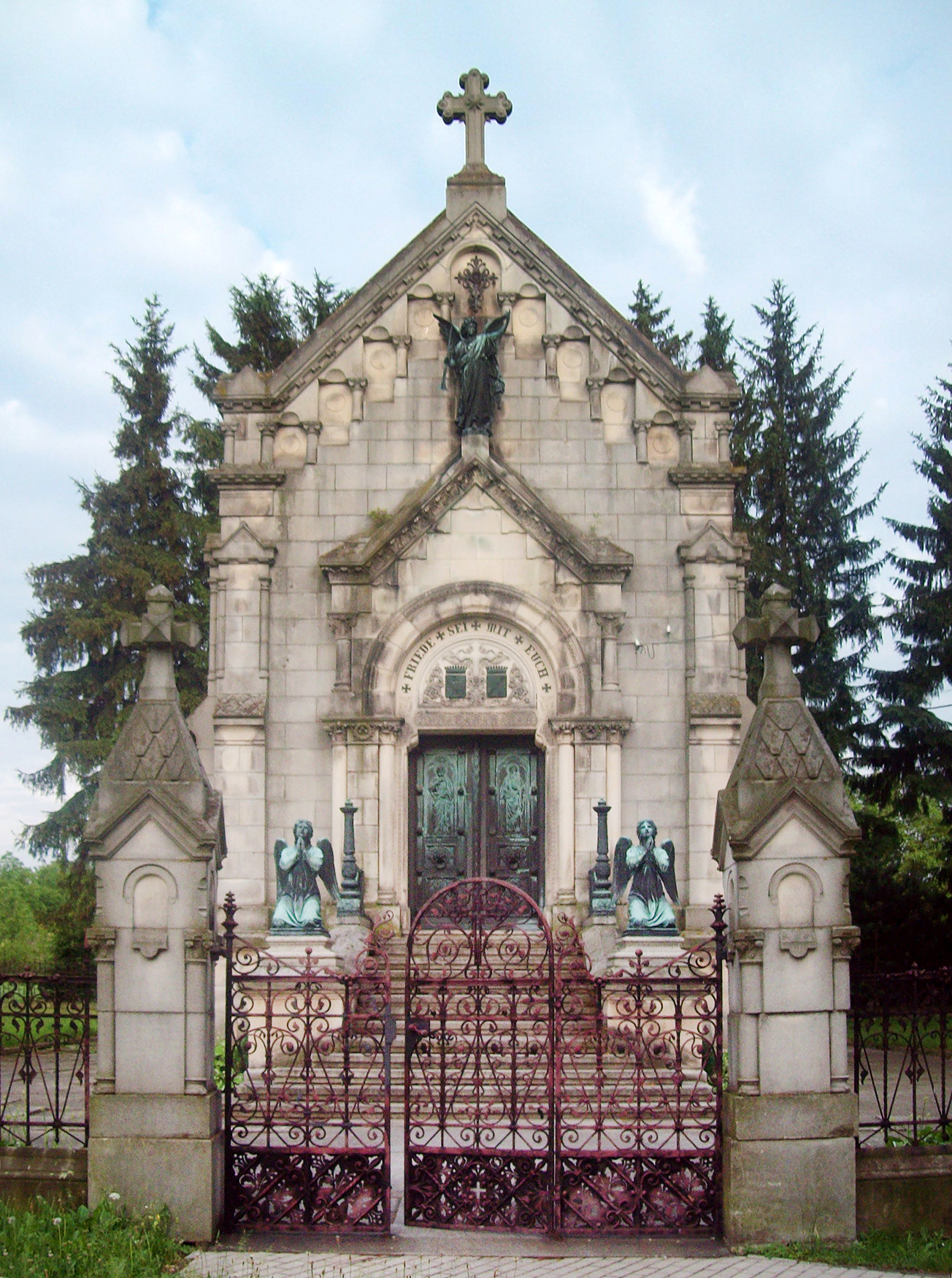
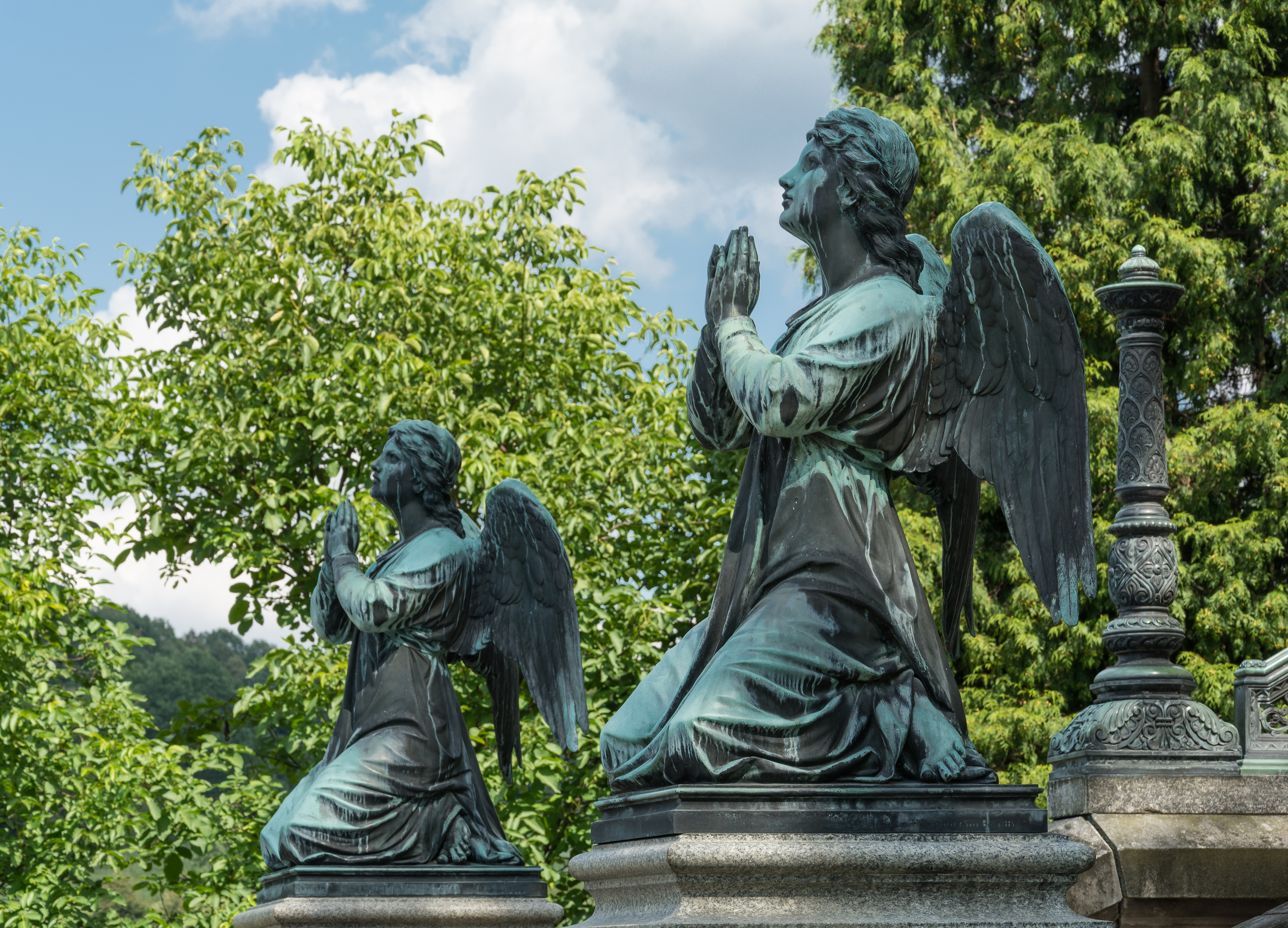
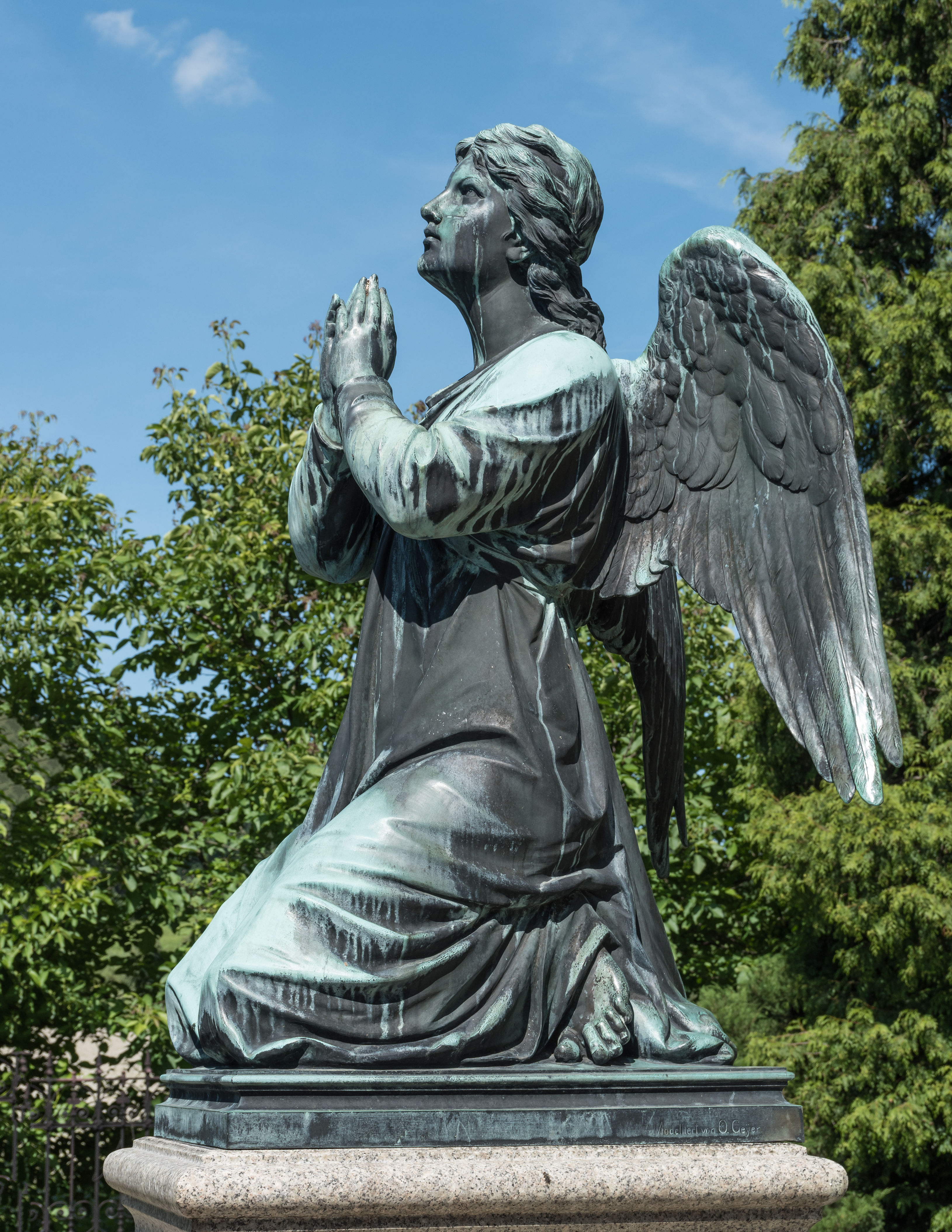

## Tư liệu
- Từ điển địa lý du lịch của Sudetes (Słownik geografii turystycznej Sudetów). Marek Staffa (biên tập viên). Tập 17: Góry Złote. Wrocław: Wydawnictwo I-BiS, 1993, ISBN 83-85773-01-0.
- Từ điển địa lý du lịch của Sudetes (Słownik geografii turystycznej Sudetów). Marek Staffa (biên tập viên). Tập 15: Thung lũng Kłodzko và rãnh Górnej Nysy. Wrocław: Wydawnictwo I-BiS, 1994, ISBN 83-85773-06-1.
- Perzyński M., Gminy wiejskiej Kłodzko skarby i osobliwości. Przewodnik dla dociekliwych, Wrocław 2002.